# Allgemeine und Praktische Chemie
Allgemeine und Praktische Chemie (abgekürzt: Allg. Prakt. Chem.) war eine unregelmäßig erscheinende wissenschaftliche Fachzeitschrift. Sie erschien von 1966 bis 1973 und behandelte den Themenbereich der Allgemeinen Chemie und der praktischen Chemie. Es handelt sich um den Nachfolger von Praktische Chemie und den Vorgänger der Österreichischen Chemie-Zeitschrift. Die Zeitschrift diente als Organ des Vereins Österreichischer Chemiker, der Gesellschaft für Chemiewirtschaft, der Österreichischen Biochemischen Gesellschaft, der Chemisch-Physikalischen Gesellschaft, der Bundesinnung der Chemischen Gewerbe, der Internationalen Paracelsus-Gesellschaft, der Fachschaft für Chemiker – Universität Wien und des Vereins Österreichischer Textilchemiker und Coloristen.